# Międzynarodowe Targi Filmowe i Telewizyjne w Mediolanie
Międzynarodowe Targi Filmowe i Telewizyjne w Mediolanie (MIFED) – odbywający się co pół roku festiwal filmów fabularnych i reklam telewizyjnych, organizowany w latach 1960–2004 w Mediolanie. Festiwal miał charakter bardziej komercyjny aniżeli artystyczny; już w pierwszą edycję targów zaangażowanych było 170 przedstawicieli z 28 krajów, a organizatorzy dysponowali ośmioma salami kinowymi. Szczyt popularności targi przeżyły pod koniec lat 70. XX wieku. Ostatnia edycja festiwalu odbyła się w 2004. Schedę po nim przejął Międzynarodowy Festiwal Filmowy w Rzymie.